# 迷 (無綫電視劇)
《迷》，香港電視廣播有限公司拍攝製作的時裝懸疑、犯罪、人性、恩仇電視劇，由鄭嘉穎及田蕊妮領銜主演；並由金剛、吳業坤、阮兆祥、賴慰玲及小寶聯合演出，監製王心慰。此劇被指是新版《第三類法庭》，兩劇劇情背景鋪排相似，而且《第三類法庭》的監製都是王心慰。
此劇為2017無綫節目巡禮14部劇集之一。在宣傳片中，此劇被稱為「都市荒誕黑色喜劇」，雖然劇集初期也帶有少量喜劇成分，但事實上此劇所謂的「都市荒誕黑色喜劇」只是宣傳包裝，實際上此劇本質為懸疑及恩仇劇，尤其在劇集後半部份能反映出劇集本質的懸疑及人性鬥爭的元素，本節目由日本喜蛙宿一消便秘丸贊助。

## 演員表

### 圍繞「萬喬柏」故事的人物：迷惘LOST

#### 領銜主演
| 演員   | 角色   | 暱稱／關係 |
| 鄭嘉穎 | 萬喬柏 | Man Sir、慢幾拍、神槍柏、師奶柏、大佬柏、阿柏、喬柏 刑事調查隊警長→重案组警長（以裝修公司職員身份擔任臥底）→重案組督察 故事初期「驚青」怕死、婆婆媽媽；妒忌心重、自尊心強、容易心軟，升職後精明能幹，逐漸展現辦事能力 萬子瑜之叔父 鄧耀權之情敵，與其不和，後於第19集拘捕其 兄長及大嫂在數年前因交通意外而去世 蘇敏之男友，並被其嫌棄，後分手 與計穎妍有感情線，後為其男友，並被其利用，最後反目 王志誠之下屬 盧子光之前下屬兼情敵，與其不和 於第5集被王志誠指派成為臥底，接近李大興、屈德廣來調查黑幫壟斷公屋裝修的犯罪證據，並被屈德廣及李大興重用，後與屈德廣反目 於第10集卧底身份被盧子光無意間揭破並拘捕屈德廣 於第11集回復警長身分並劝說朱鎮水轉做污點證人指證屈德廣，其後升職為督察 於第17集因倪樂兒綁架案事件而認識計穎妍 於第19集與計穎妍使計令鄧耀權被捕 於第20集起被屈德廣及嚴正森指示的計穎妍接近及利用 於第23集為救計穎妍而被屈德廣推向鐵枝而被插傷，後康復 於第28集起假裝包庇計穎妍，實暗中計劃調查她 於第28集得知張克為張妃兄長，並設計在他回香港後將他拘捕 於第30集拘捕張克，並與萬子瑜佈局引計穎妍承認殺害林家榮，最終成功拘捕計穎妍並被計穎妍發現自己暗中調查她而被她反目（實際是故意令其發現的），後間接令其企圖跳樓自殺 兩年後（第30集）決定放下過去，追求新戀情 參見圍繞「萬喬柏」故事的人物：迷惘LOST |
| 田蕊妮 | 計穎妍 | Calder（僅在第18集提及）Cal、Cal姐、阿妍、計小姐 《傳真日報》採訪主任，於第18集辭職 陳之華之下屬，後被他冷待，最後反目 倪哲之遺孀 鄧耀權之妻，與他不和兼被他威脅，後反目 倪樂兒之母，與她不和，一度和好，最後反目但仍然關心她 蔣瑪莉之競爭對手，與她不和 與萬喬柏有感情線，後為他女友，並利用他，最後反目 林家榮之師父兼上司，並利用他，後反目 萬子瑜之偶像，後為她上司，最後反目 林永星之前上司，被他針對，後反目 嚴正森、Ivy之好友，並與嚴正森互相猜疑，後與其勾結 與林家榮調查政府工程使用有毒油漆事件，後被屈德廣及嚴正森指示的馬智斌賄賂並收受賄款 於第16集被倪樂兒及張克勒索 於第17集因倪樂兒綁架案事件而認識萬喬柏 於第18集被鄧耀權誣衊冒簽保單，後於第19集與萬喬柏使計令鄧耀權被捕及後被撒消控罪 於第19集成立《Fo Weekly》雜誌社 於第20集起受屈德廣及嚴正森指示接近及利用萬喬柏 於第22集被張克企圖勒索，後得知女兒倪樂兒被屈德廣指示的黃偉昌殺死而教唆屈德廣指示黃偉昌企圖把張克殺死，最後把受傷不能動彈的黃偉昌炸死 於第23集被屈德廣劫持及被他企圖強姦，後被萬喬柏救回 於第24集意外發現馬智斌死前落到萬子瑜袋中有關自己與嚴正森之犯罪證據之SD卡而以此勒索嚴正森，後於第25集與嚴正森交收賄款後被林家榮意外看見而令他起疑 於第26集被林家榮發現收受賄款，後企圖賄賂其未遂，最後將林家榮從高處推下樓殺害，並誣陷其收受黑錢而畏罪自殺 於第26集起因林家榮之死而出現幻覺，後於第27集擺脫 於第27集夢囈時因提到必須除去林家榮而令萬喬柏起疑 於第28集得知張克為張妃兄長，並試圖阻止他回到香港 於第29集被萬喬柏再次接近，以調查林家榮死亡的真相 於第30集發現萬喬柏的計劃後與他反目（實際是故意令自己發現的），其後跳樓自殺未遂被救，並被送入精神病院接受治療，兩年後仍未有悔悟並企圖繼續利用萬喬柏逃避罪責（不過亦有可能是完全精神分裂） 參見圍繞「計穎妍」故事的人物：財迷心竅MONEY GRUBBER |
| 金 剛  | 張 克  | 克仔、阿克、克哥仔、克哥（萬子瑜專稱） 內地新移民 便利店職員→園丁→裝修雜工→大排檔雜工→演員替身 鄭淑霞之子 張妃之兄 劉秋、關溪之同鄉兼好友 肖小紅之鍾情對象，曾與其發生一夜情，後為其男友 於第15集與劉秋及關溪錯手綁架倪樂兒 於第16集被倪樂兒指示反勒索計穎妍，之後發現倪樂兒和關溪被殺 於第21集與劉秋得知倪樂兒及關溪是被屈德廣派人殺害，後目睹劉秋被屈德廣指示的黃偉昌殺害，並拍了黃偉昌的照片、拿走劉秋的手機及得知倪樂兒和關溪死亡的真相 於第22集得知計穎妍接受嚴正森及屈德廣的賄賂而企圖勒索計穎妍，後被計穎妍及屈德廣指示的黃偉昌企圖殺害，最後自衛插傷黃偉昌並成功逃走，卻間接害死其，之後被肖小紅跟隨潛逃內地 於第28集得知張妃入院做手術，與肖小紅偷渡回香港 於第30集被警方拘捕，轉做污點證人指證計穎妍，最後被判監兩年，兩年後出獄並與肖小紅、張妃一齊開店鋪賣魚蛋 參見圍繞「張克」故事的人物：迷途BEWILDER |

### 警署

#### 重案組
| 演員   | 角色   | 暱稱／關係 |
| 張本立 | 徐少文 | 徐Sir 警司 王志誠、萬喬柏之上司 |
| 黃栢文 | 王志誠 | 王Sir 高級督察 萬喬柏、周紹婷之上司 徐少文之下屬 |
| 鄭嘉穎 | 萬喬柏 | Man Sir、慢幾拍、神槍柏、師奶柏、大佬柏、阿柏 臥底 刑事調查隊警長→重案組警長→督察 萬子瑜之叔父 蘇敏之男友，並被其嫌棄，後分手 與計穎妍有感情線，後為其男友，並被其利用，最後反目 徐少文、王志誠之下屬 盧子光之前下屬兼情敵，與其不和 參見領銜主演 |
| 何綺雲 | 周紹婷 | Nat哥、Natalie 刑事調查隊警長→重案組警長 盧子光之下屬→王志誠、萬喬柏之下屬 於第4集把黃金發射至重傷 於第23集開槍擊斃屈德廣 |
| 鄭世豪 | 李國強 | 警員 王志誠之下屬 |
| 盧偉文 | 鄭允成 | 警員 王志誠之下屬 |
| 林 玥  | Ken    | 警員 王志誠之下屬 |
| 姚宏遠 |        | 警員 王志誠之下屬 |
| 李興華 |        | 警員 王志誠之下屬 |
| 施駿喆 |        | 警員 王志誠之下屬 |
| 何偉業 | 阮兆鳴 | 警員 萬喬柏之下屬 |
| 姚浩政 | 葉永仁 | 警員 萬喬柏之下屬 |
| 黃榮燊 | 許偉傑 | 警員 萬喬柏之下屬 |

#### 刑事調查隊
| 演員   | 角色   | 暱稱／關係                                                                                        |
| 翟威廉 | 盧子光 | Lo Sir 督察 追求蘇敏 萬喬柏之前上司兼情敵，與其不和 周紹婷之前上司 於第10集無意間揭破萬喬柏為卧底 |
| 譚坤倫 | 康     | CID 盧子光之下屬                                                                                  |
| 王致狄 |        | CID 盧子光之下屬                                                                                  |
| 陳家良 |        | CID 盧子光之下屬                                                                                  |
| 莫家淦 |        | CID 盧子光之下屬                                                                                  |
| 麥嘉倫 |        | CID 盧子光之下屬                                                                                  |
| 焦浩軒 |        | CID 盧子光之下屬                                                                                  |

#### 其他部門
| 演員   | 角色  | 暱稱／關係               |
| 劉天龍 | 林Sir | 督察                     |
| 曾海昌 |       | CID 林Sir之下屬          |
| 譚焯升 |       | CID 林Sir之下屬          |
| 方紹聰 | 警 員 | 於第30集在安全屋保護張克 |
| 周嘉洛 | 警 員 | 於第30集在安全屋保護張克 |
| 張智軒 | 進    | 軍裝警員                 |
| 李悅瀚 |       | 軍裝警員                 |
| 林宥喬 |       | 軍裝警員                 |

#### 萬家
| 演員   | 角色   | 暱稱／關係                                                                                             |
| 鄭嘉穎 | 萬喬柏 | 孻叔（萬子瑜專稱）、慢幾拍（周紹婷專稱）、大佬柏、Man Sir 萬子瑜之孻叔 蘇敏之男友，後分手 參見領銜主演 |
| 賴慰玲 | 萬子瑜 | 子瑜、小瑜(張克專稱) 參見傳真日報                                                                      |

### 圍繞「計穎妍」故事的人物：財迷心竅MONEY GRUBBER

#### 傳真日報
- 女主角計穎妍於第18集辭職，後於第19集成立《Fo Weekly》雜誌社，其下屬隨後轉投《Fo Weekly》。

| 演員   | 角色   | 暱稱／關係 |
| 威 利  | 陳之華 | 盲公 《傳真日報》總編輯 計穎妍、蔣瑪莉之上司，後冷待計穎妍，最後反目 |
| 田蕊妮 | 計穎妍 | Cal、Cal姐、阿妍、計小姐 《傳真日報》採訪主任，於第18集辭職 陳之華之下屬，後被他冷待，最後反目 蔣瑪莉之競爭對手，與她不和 與萬喬柏有感情線，後為他女友，並利用他，最後反目 萬子瑜之偶像，後為她上司，最後反目 林永星之前上司，被他針對，後反目 參見領銜主演 |
| 吳業坤 | 林家榮 | 阿榮 名字影射林超榮 《傳真日報》記者，於第19集辭職 萬子瑜之同事，後互有好感 計穎妍之徒弟兼下屬，後被她利用，後反目 張妃、Eric之好友 與計穎妍調查政府工程使用有毒油漆事件 於第19集成為《Fo Weekly》總編輯 於第25集無意間得知計穎妍與嚴正森的關係而開始調查計穎妍，後得知她受賄隠瞞政府工程使用毒油漆的報導 於第26集企圖揭發計穎妍的罪行而被她從高處推下樓而死亡，死後被計穎妍誣衊收受黑錢畏罪自殺 |
| 賴慰玲 | 萬子瑜 | 子瑜、小瑜(張克專稱) 大學生→《傳真日報》見習記者，於第19集辭職 萬喬柏之姪女 蔣瑪莉之下屬，後於第10集為計穎妍之下屬，視其為偶像，最後反目 於第19集成為《Fo Weekly》編輯，於第29集辭職 林家榮之同事，後互有好感 張妃之好友 於第30集恊助萬喬柏拘捕計穎妍 |
| 李璧琦 | 蔣瑪莉 | Mary、Mary姐 《傳真日報》採訪主任，暗中出賣報社新聞材料予其他傳媒 陳之華之下屬 計穎妍之競爭對手，與其不和 前期為萬子瑜之上司 林永星之上司，與他關係曖昧 於第26集企圖藉林家榮的死作為題材不遂 |
| 袁鎮業 | 林永星 | 《傳真日報》編輯，暗中出賣報社新聞材料予其他傳媒 蔣瑪莉之下屬，與她關係曖昧 計穎妍之前下屬並針對她，後反目 |
| 陳潔玲 | 李 琳  | Candy 《傳真日報》記者，於第19集辭職 計穎妍之下屬 萬子瑜採訪組之同事 於第19集成為《Fo Weekly》記者 |
| 秦啟維 | 譚文祖 | 《傳真日報》記者，於第20集辭職 計穎妍之下屬，後為蔣瑪莉之下屬 於第20集成為《Fo Weekly》記者 |
| 易智遠 | 莫晉軒 | 《傳真日報》記者，於第20集辭職 計穎妍之下屬，後為蔣瑪莉之下屬 於第20集成為《Fo Weekly》記者 |
| 李日昇 | 陳 揚  | 《傳真日報》記者 蔣瑪莉之下屬 |
| 王靖怡 | 葉詩霞 | 《傳真日報》記者 蔣瑪莉之下屬 |
| 張雪瑩 | Wing   | 《傳真日報》記者 蔣瑪莉之下屬 |
| 謝芷倫 | Grace  | 《傳真日報》記者 蔣瑪莉之下屬 |
| 朱樂洺 | 周康彥 | 《傳真日報》記者 蔣瑪莉之下屬 |
| 小 寶  | 張 妃  | 阿妃、妃妃 於第19集成為《Fo Weekly》辦公室助理 參見張家 |

#### 倪家
| 演員   | 角色   | 暱稱／關係 |
| 張達倫 | 倪 哲  | 記者 計穎妍的第一任丈夫 倪樂兒之亡親父 已因病去世 |
| 田蕊妮 | 計穎妍 | Cal、Cal姐、阿妍、計小姐 倪哲之遺孀 倪樂兒之母，與其不和但仍關心她 鄧耀權之妻，與其不和 參見領銜主演 |
| 簡淑兒 | 倪樂兒 | Chloe 倪哲、計穎妍之女，與計穎妍不和，後反目 鄧耀權之繼女，與他不和，後反目 於第15集被劉秋、張克及關溪錯手綁架 於第16集因取得計穎妍收受屈德廣賄款的證據而指示張克反勒索計穎妍，後被屈德廣指示的黃偉昌尋獲並殺死 |
| 曾航生 | 鄧耀權 | Duncan、嗰個鄧生（倪樂兒專稱） 商人 計穎妍的第二任丈夫，與其不和，後反目 倪樂兒之繼父，與其不和，後反目 萬喬柏之情敵，與其不和，後於第19集被其拘捕 通常向計穎妍要錢過活並迫害她，間接令計穎妍患上精神緊張及精神分裂 於第18集誣衊計穎妍冒簽保單，後於第19集被計穎妍及萬喬柏使計承認誣衊計穎妍而被警方拘捕，最後被判入獄一年 |

### 圍繞「張克」故事的人物：迷途BEWILDER

#### 「劉關張」犯罪集團
| 演員   | 角色  | 暱稱／關係 |
| 阮兆祥 | 劉 秋 | 劉老大 內地新移民 騙子／裝修雜工 張克、關溪之同鄉兼好友 於第15集與張克及關溪錯手綁架倪樂兒 於第17集在倪樂兒及關溪死後潛逃台灣並被誣衊殺害倪樂兒及關溪 於第21集回到香港，與張克得知關溪及倪樂兒是被屈德廣派人殺害，決定返回台灣，最後被屈德廣指示的黃偉昌殺死，死後手機被張克拿走 |
| 泰 臣  | 關 溪 | 關二哥 內地新移民 騙子／裝修雜工 劉秋、張克之同鄉兼好友 於第15集與劉秋及張克錯手綁架倪樂兒 於第16集被屈德廣指示的黃偉昌殺死 |
| 金 剛  | 張 克 | 克仔 內地新移民 劉秋、關溪之同鄉兼好友 參見領銜主演 |

#### 張家
| 演員   | 角色   | 暱稱／關係 |
| 馮素波 | 鄭淑霞 | 張克、張妃之母 於第11集回港並登場 |
| 金 剛  | 張 克  | 克仔 內地新移民 鄭淑霞之子 張妃之兄 肖小紅之鍾情對象，曾與其發生一夜情，後為其男友 參見領銜主演 |
| 小 寶  | 張 妃  | 阿妃、妃妃、肥妹（張克專稱） 時裝店售貨員，於第19集成為《Fo Weekly》辦公室助理 鄭淑霞之女 張克之妹 萬子瑜之好友 兩年後（第30集）與張克、肖小紅一齊開店鋪賣魚蛋 |
| 劉思希 | 肖小紅 | 內地人 工廠主管、水貨客 喜歡張克，曾與其發生一夜情，後為其女友 於第17集得知張克涉及非法勾當但幫其隱瞞 於第22集得知張克被人追殺而跟隨他潛逃內地 於第28集得知張妃入院做手術，與張克偷渡回香港 於第29集為保護張克而襲警導致被捕，後於第30集交代保釋 兩年後（第30集）與張克、張妃一齊開店鋪賣魚蛋 |

### 貫穿三個故事的人物

#### 黑社會
- 于第23集瓦解

| 演員   | 角色   | 暱稱／關係 |
| 何啟南 | 屈德廣 | 屈Dee、屈Dee哥 江湖老大／黑市軍火商／建材公司老闆 李大興、黃偉昌、陳標、陳華、朱鎮水、番之老大，後與李大興反目，并出卖朱鎮水 與馬智斌、嚴正森勾結，後與馬智斌反目 咪咪之情夫 被萬喬柏接近來調查黑幫壟斷公屋裝修的犯罪證據，並重用，後得知他卧底身份而反目 因計穎妍調查政府工程使用毒油漆而賄賂她，後以此威脅 於第3集在船上將番捅死 於第5集指示黃偉昌殺死黃金發 於第10集指示朱鎮水縱火而被捕，後無罪釋放 於第16集指示黃偉昌殺死倪樂兒及關溪 於第20集因被馬智斌企圖出賣而向他開車追逐並令其車禍身亡，後受嚴正森唆擺指示計穎妍接近及利用萬喬柏 於第21集指示黃偉昌殺死劉秋 於第22集受計穎妍唆擺指示黃偉昌企圖殺害張克 於第23集得知計穎妍炸死黃偉昌而脅持及企圖強姦計穎妍並把萬喬柏推向鐵枝而令其插傷，最後被及時趕到的周紹婷開槍擊斃 |
| 梁烈唯 | 李大興 | 大興哥 裝修公司老闆 屈德廣之手下，後反目 與朱鎮水不和 咪咪之男友 被萬喬柏接近來調查黑幫壟斷公屋裝修的犯罪證據，並重用 於第8集因槍殺炳而被警方包圍，在走投無路下吞槍自殺身亡 影射啟晴邨槍擊案中疑犯李德仁 |
| 彭懷安 | 朱鎮水 | 天拿水 屈德廣之手下，後被其出卖 與李大興不和 於第10集被屈德廣指示縱火而被捕入獄 於第11集在萬喬柏的劝說下轉做污點證人指證屈德廣，後因被屈德廣以其母生命安全威脅下獨自承擔縱火 |
| 司徒暉 | 鎚 仔  | 朱鎮水之手下 |
| 吳曠利 | 墨 斗  | 朱鎮水之手下 |
| 梁博恩 | 阿 雄  | 朱鎮水之手下 |
| 董敬文 | 阿 九  | 朱鎮水之手下 |
| 關梓陽 |        | 朱鎮水之手下 |
| 何俊軒 | 黃偉昌 | 花王昌 黑社會頭目 屈德廣之手下 於第5集被屈德廣指示殺死黃金發 於第16集被屈德廣指示殺死關溪及倪樂兒 於第21集被屈德廣指示殺死劉秋 於第22集被計穎妍及屈德廣指示企圖刺死張克，但反被張克刺至重傷，最後被計穎妍炸死，臨死前拍下其照片並發送給屈德廣 |
| 黃建東 | 陳 標  | 大頭B 黑社會頭目 陳華之孖生兄 屈德廣之手下 因打劫解款車案而逃走，後下落不明 |
| 黃建東 | 陳 華  | 萬力豐總經理 陳標之孖生弟 屈德廣之手下 與馬智斌勾結 於第20集取走馬智斌在保齡球場貯物櫃內的贓款時，被警方發現，企圖逃走時被車撞死 |
| 羅浩銘 | 番     | 屈德廣之手下 於第3集在船上被屈德廣捅死，後被棄屍於公海里 |
| 李 嘉  | 陳 輝  | 甜筒輝 賊匪，患有潔癖 協助屈德廣打劫解款車 於第2集被捕，後企圖逃走而被警方擊斃 |
| 葉家泓 | 貴     | 賊匪 協助屈德廣打劫解款車 於第2集被飛虎隊擊斃 |
| 鄭詠謙 | 昆     | 賊匪 協助屈德廣打劫解款車 於第2集被飛虎隊擊斃 |
| 江富強 | 虎     | 賊匪 協助屈德廣打劫解款車 於第2集被飛虎隊擊斃 |
| 黃煒溏 | 黃金發 | 黑社會頭目 於第4集被周紹婷射至重傷及被捕，後於第5集被屈德廣指示的黃偉昌拔氧氣喉而身亡 |
| 李啟傑 | 史建勳 | 律師，協助屈德廣洗黑錢 於第8集協助屈德廣銷毀軍火販賣記錄 於第30集被廉署拘捕 |
| 李 豪  | 古惑仔 | 黃偉昌之手下 於第16集向黃偉昌提供關溪行蹤，讓黃偉昌把他和倪樂兒一同殺害 |

#### 房建署
| 演員   | 角色   | 暱稱／關係 |
| 陳嘉輝 | 嚴正森 | Sam 影射陳裘大 總工程師 Ivy之夫 嚴美琪之父 計穎妍之好友並互相猜疑，後與其勾結 馬智斌之上司，與其勾結 與屈德廣勾結，受賄讓他成功中標政府工程 因計穎妍調查政府工程使用有毒油漆而指示馬智斌賄賂及威脅計穎妍 於第20集唆擺屈德廣指示計穎妍接近及利用萬喬柏 於第30集被廉署拘捕 |
| 譚偉權 | 馬智斌 | Ben 工程監工 嚴正森之下屬，與其勾結 因計穎妍調查政府工程使用有毒油漆而受嚴正森指示賄賂及威脅計穎妍 與屈德廣、陳華勾結，後與屈德廣反目 於第20集企圖出賣屈德廣而被他開車追逐並車禍身亡，在追逐期間撞到萬子瑜並將存有錄音的miniSD卡落在其手袋中                             |

#### 嚴家
| 演員   | 角色   | 暱稱／關係                                       |
| 陳嘉輝 | 嚴正森 | Sam 房建署總工程師 Ivy之夫 嚴美琪之父 參見房建署 |
| 祝文君 | Ivy    | 嚴正森之妻 嚴美琪之母 計穎妍之好友               |
| 陳潁熙 | 嚴美琪 | 琪琪 嚴正森、Ivy之女 倪樂兒之好友                |

### 其他演員
| 演員   | 角色         | 暱稱／關係                                                                              |
| 陳庭欣 | 蘇 敏        | Rachel 前空姐，保險經紀 萬喬柏之女友，並嫌棄其，後分手 被盧子光追求                     |
| 李綺雯 | 咪 咪        | Mimi 李大興之女友 屈德廣之情婦                                                          |
| 喬寶寶 | Dr. Pi       | 香港綜合大學教授 南亞人，被誤認為劫匪                                                   |
| 利穎怡 | 懲教員       | 於第30集負責看管計穎妍                                                                  |
| 容天佑 | 劉俊豪       |                                                                                         |
| 李嘉晉 | 李進明       |                                                                                         |
| 鄧永健 |              |                                                                                         |
| 郭田葰 |              | 張妃及計穎妍之主診醫生                                                                  |
| 陳俊堅 | 琪友人       | 嚴美琪之朋友                                                                            |
| 陳浚霆 | 琪友人       | 嚴美琪之朋友                                                                            |
| 黃 欣  | 琪友人       | 嚴美琪之朋友                                                                            |
| 陳建文 |              |                                                                                         |
| 楊家寶 | OL           |                                                                                         |
| 郭千瑜 | 化粧師       |                                                                                         |
| 吳沚默 | 女學生       |                                                                                         |
| 黃文意 | MK妹         |                                                                                         |
| 鍾志光 |              | Solar模特兒公司經理 詐騙青少年付錢到韓國接受演藝訓練                                    |
| 吳展驊 | 職員甲       | Solar模特兒公司職員                                                                     |
| 蕭凱欣 | 職員乙       | Solar模特兒公司職員                                                                     |
| 丘梓謙 | 職員丙       | Solar模特兒公司職員                                                                     |
| 張漢斌 | 昆           | 大牌檔東主，後把食舖賣掉 拖欠張克工資                                                   |
| 霍健邦 | 魚蛋銅       | 魚蛋小食舖東主 因不接受屈德廣公司承包維修工程而被其指示的朱鎮水燒舖                     |
| 蘇麗明 | 包租婆       | 把兇宅租給張克                                                                          |
| 蔡國威 | 炳           | 勾妻賤男 於第8集在電梯跟李大興搭訕及爭執，後被李大興槍殺 影射啟晴邨槍擊案中受害者廖啟忠 |
| 盧峻峯 | 導 演        |                                                                                         |
| 吳偉豪 | 助 導        | 指導張克拍攝替身鏡頭和研究劇本                                                          |
| 謝可逸 | 莫善恩       | 廉政公署高級調查主任 第30集逮捕嚴正森 姓名影射莫羡昕                                    |
| 梁 茵  | 廉政公署人員 | 於第28集協助調查嚴正森                                                                  |
| 楊證樺 | 羅善邦       | 私家偵探 於第30集受計穎妍所託，跟蹤萬喬柏                                               |
| 曾健明 | 管理員       | 於第12、13集出現                                                                        |
| 鬼冢   | 算命先生     | 於第4集出現                                                                             |
| 何遠東 | Eric         | 大涌度假營负责人 林家榮之好友 於第12、13集出現                                          |

## 迴響
此劇首播時收視平平，不及同期播映的劇集《親親我好媽》，甚至被評為膠劇。然而劇中田蕊妮飾演的女主角計穎妍（Cal姐）一角先後喪夫及喪女，令角色出現精神分裂症。角色的內心戲及眼神轉變被網民激讚。進入結局週，田蕊妮的角色計穎妍黑化受到網民關注，更被網民封為“女版唐立言/高哲行”，被觀眾力捧為萬千星輝頒獎典禮2017最佳女主角得主。
除主角鄭嘉穎、田蕊妮、金剛外，一眾配角如吳業坤、簡淑兒、劉思希、何綺雲、何啟南、陳嘉輝等角色性格鮮明，他們的演出更獲得觀眾讚賞，也引起觀眾們的關注。
另外，此劇在中國的豆瓣網評分亦有上升，在截至大結局播完當日，豆瓣網評分達到8分以上（8.1-8.2分），是近年來罕有的高評分港劇之一。即使是部分因討厭杜汶澤而不喜歡田蕊妮的中國觀眾，亦讚賞田蕊妮的演技。除此，劇情鋪排也大獲中國網民好評。

## 劇情牽涉到的社會事件
雖然劇情與現實社會議題沒有直接關係，但劇中不少情節都是根據現實中發生過的新聞事件加以改編。
- 第1集：農曆新年屋邨神秘符號事件 （页面存档备份，存于）（2016年）
- 第2集：梁振英次女梁齊昕掌摑母親唐青儀事件（2015年）
- 第3集：國力書院偽造文書醜聞（2015年）、蘭桂坊洋腸港女事件 （页面存档备份，存于）（2014年）
- 第8集：啟晴邨槍擊案（2014年）
- 第8-9、22-23、26-28集：香港食水管路含重金屬超標事件（2015年）
- 第11集：貴價茶餐廳事件（2016年）、房祖名吸毒事件（2014年）
- 第12、21-28集：梁振英涉嫌收取澳洲企業款項五千萬事件（2014、2016-2017年）
- 第14集：一周一行政策（2015年）、泰國黃衫軍封鎖當地機場（2008年）、陳裘大貪污案（2003年）
- 第15-17集：解款車遺落錢箱事件（2014年）、羅君兒綁架案（2015年）
- 第19集：星展銀行疏忽毀壞保險箱事件（2004年）
- 第27集：銅鑼灣書店股東及員工失蹤事件（2015-2016年）

## 收視
| 週次 | 集數   | 日期                           | 平均 | 最高 | 備註                                                                                           |
| 1    | 1－7   | 2017年2月13日 — 2017年2月19日  | 22點 |      | 星期一至五平均收視22.5點 第3集平均收視21點 星期六平均收視點 星期日平均收視點                   |
| 2    | 8－14  | 2017年2月20日 － 2017年2月26日 | 21點 |      | 星期一至五平均收視22.2點 星期六平均收視點 星期日平均收視點                                     |
| 3    | 15－21 | 2017年2月27日 － 2017年3月5日  | 22點 |      | 星期一至五平均收視22.9點 星期六平均收視點 星期日平均收視點                                     |
| 4    | 22－30 | 2017年3月6日 － 2017年3月12日  | 22點 | 27點 | 星期一至五平均收視21.9點 星期六平均收視21.3點 星期日大結局收視飈升，平均收視25.7點，最高26.5點 |
| 全劇 | 全劇   | 全劇                           | 22點 | 27點 | 平均收視为21.7點                                                                               |

## 獎項

### 星和無綫電視大獎2017
| 年份 | 獎項              | 單位   | 結果 |
| ---- | ----------------- | ------ | ---- |
| 2017 | 我最愛TVB電視劇集 | 迷     | 提名 |
| 2017 | 我最愛TVB男主角   | 鄭嘉穎 | 提名 |
| 2017 | 我最愛TVB女主角   | 田蕊妮 | 提名 |
| 2017 | 我最愛TVB男配角   | 吳業坤 | 提名 |

### TVB 馬來西亞星光薈萃頒獎典禮2017
| 年份 | 獎項                    | 單位                | 結果 |
| ---- | ----------------------- | ------------------- | ---- |
| 2017 | 最喜愛TVB電視劇集       | 迷                  | 提名 |
| 2017 | 最喜愛TVB男主角         | 鄭嘉穎              | 提名 |
| 2017 | 最喜愛TVB女主角         | 田蕊妮              | 提名 |
| 2017 | 最喜愛TVB男配角         | 吳業坤              | 提名 |
| 2017 | 最喜愛TVB飛躍進步男藝員 | 吳業坤              | 提名 |
| 2017 | 最喜愛TVB電視角色       | 萬喬柏（鄭嘉穎 飾） | 提名 |

### 萬千星輝頒獎典禮2017
| 年份 | 獎項               | 單位                | 結果 |
| ---- | ------------------ | ------------------- | ---- |
| 2017 | 最佳劇集           | 迷                  | 提名 |
| 2017 | 全球網民最喜愛劇集 | 迷                  | 提名 |
| 2017 | 最佳女主角         | 田蕊妮              | 提名 |
| 2017 | 最受歡迎電視女角色 | 計穎妍（田蕊妮 飾） | 提名 |
| 2017 | 最佳男配角         | 金 剛 吳業坤        | 提名 |
| 2017 | 最受歡迎劇集歌曲   | 迷（主唱：鄭俊弘）  | 提名 |

## 軼事
- 此劇是鄭嘉穎在無綫電視的告別作[15][16]。
- 此劇是秦啟維在無綫電視首部參與拍攝的電視劇。
- 此劇是鄭嘉穎與田蕊妮繼《宮心計》、《Only You 只有您》後再度合作。
- 此劇是鄭嘉穎與何綺雲繼《與敵同行》後再度合作。
- 此劇是田蕊妮與劉思希繼《巨輪》系列及《忠奸人》後第四度合作，亦是田蕊妮與何綺雲繼《真相》、《衝呀！瘦薪兵團》及《巨輪》系列後第五度合作。
- 此劇是田蕊妮繼亞視《美麗傳說》、《電視風雲》、《非常好警》、無綫《疑情別戀》後第五度飾演反派[17]。
- 此劇是秦啟維、田蕊妮及蔡國威三人離開亞洲電視後在無綫電視首度合作的電視劇。
- 此劇"李大興"原定由羅鈞滿飾演，因發生醉駕事件，要等待法庭判決再作安排，後改由梁烈唯頂上[18]。
- 此劇的主題音樂《LOST》與片尾曲《迷》為同一曲調。
- 此劇涉及政府部門醜聞情節，故使用了虛構的政府部門「房建署」，其職能混合現實的房屋署和建築署。
- 此劇飾演母女的女演員田蕊妮及簡淑兒[19]，現實中年齡相差只有12歲，當中27歲的簡淑兒飾演的女兒角色之年齡為18歲。
- 此劇推出時初期以「都市荒誕黑色喜劇」作為宣傳，實際上此劇乃以懸疑及恩仇為主的電視劇;另外在三位主角的宣傳片中，稱計穎妍為「新聞界正義女神」，稱萬喬柏為「警隊傳奇」，稱張克為「真香港人」，都是反諷，和劇中角色的真正形象剛好相反。
- 此劇於大結局並無交代《FO Weekly》於計穎妍被拘捕後的下落，而一般情況下可能會在計穎妍被拘捕後倒閉或易手給別人繼續經營。

## 記事
- 2016年5月17日：在將軍澳電視廣播城一廠Common Room舉行造型記者會。
- 2016年6月30日：在將軍澳電視廣播城十二廠舉行開鏡拜神儀式。
- 2017年2月7日：在將軍澳唐德街3號香港九龍東皇冠假日酒店一樓宴會廳舉行「命運漩渦 迷霧登場」宣傳活動。[20][21]
- 2017年2月11日：在橫頭磡聯合道198號樂富廣場UG2樓B區舉行「智破『迷』團」宣傳活動。[22][23]
- 2017年2月13日：在尖沙咀舉行首播飯局。
- 2017年2月22日：在觀塘開源道62號駱駝漆工業大廈1座10樓A室The Ball Room舉行「迷途焉知返」宣傳活動。[24][25]
- 2017年3月8日：在將軍澳重華路8號東港城一樓展覽場舉行「迷團解開 何去何從」宣傳活動。
- 2017年3月11日：此劇於21:30-23:30播映2小時結局篇（香港首播版第27集，原裝版第27-28集）。
- 2017年3月12日：此劇於21:30-23:30播映2小時大結局（香港首播版第28集，原裝版第29-30集）。

## 外部連結
- 《迷》myTV SUPER 回看 （页面存档备份，存于）

## 電視節目的變遷
| 香港 無綫電視翡翠台 星期一至日 21:30-22:30 · 3月11日、12日 21:30-23:30 · | 香港 無綫電視翡翠台 星期一至日 21:30-22:30 · 3月11日、12日 21:30-23:30 · | 香港 無綫電視翡翠台 星期一至日 21:30-22:30 · 3月11日、12日 21:30-23:30 · |
| ------------------------------------------------------------------------ | ------------------------------------------------------------------------ | ------------------------------------------------------------------------ |
|                                                                          | 迷 （2017.02.13 - 2017.03.12）                                           |                                                                          |
| 乘勝狙擊 （2017.01.16 - 2017.02.12）                                     | 我瞞結婚了 （2017.03.13 - 2017.04.02）                                   |                                                                          |

| 马来西亚 Astro On Demand、Astro On Demand HD 每晚 21:30 - 22:15 | 马来西亚 Astro On Demand、Astro On Demand HD 每晚 21:30 - 22:15 | 马来西亚 Astro On Demand、Astro On Demand HD 每晚 21:30 - 22:15 |
| --------------------------------------------------------------- | --------------------------------------------------------------- | --------------------------------------------------------------- |
|                                                                 | 迷 （2017-02-13 - 2017-03-12）                                  |                                                                 |
| 乘勝狙擊 （2017-01-16 - 2017-02-12）                            | 我瞞結婚了 （2017-03-13 - 2017-04-02）                          |                                                                 |

| 新加坡 TVB首选 每晚 21:30 - 22:15    | 新加坡 TVB首选 每晚 21:30 - 22:15      | 新加坡 TVB首选 每晚 21:30 - 22:15 |
| ------------------------------------ | -------------------------------------- | --------------------------------- |
|                                      | 迷 （2017-02-13 - 2017-03-12）         |                                   |
| 乘勝狙擊 （2017-01-16 - 2017-02-12） | 我瞞結婚了 （2017-03-13 - 2017-04-02） |                                   |

| 澳洲 翡翠台 星期一至五 20:30 - 21:30，星期六、日 20:30 - 21:30 | 澳洲 翡翠台 星期一至五 20:30 - 21:30，星期六、日 20:30 - 21:30 | 澳洲 翡翠台 星期一至五 20:30 - 21:30，星期六、日 20:30 - 21:30 |
| -------------------------------------------------------------- | -------------------------------------------------------------- | -------------------------------------------------------------- |
|                                                                | 迷 （2017-02-15 - 2017-03-15）                                 |                                                                |
| 乘勝狙擊 （2017-01-17 - 2017-02-13）                           | 我瞞結婚了 （2017-03-16 - 2017-04-03）                         |                                                                |

| HUB娛家戲劇台 每晚 21:00－22:00      | HUB娛家戲劇台 每晚 21:00－22:00        | HUB娛家戲劇台 每晚 21:00－22:00 |
| ------------------------------------ | -------------------------------------- | ------------------------------- |
|                                      | 迷 （2017-05-24 - 2017-06-20）         |                                 |
| 乘勝狙擊 （2017-04-26 - 2017-05-23） | 我瞞結婚了 （2017-06-21 - 2017-07-10） |                                 |

| Astro華麗台、Astro華麗台HD 星期一至五 21:30－22:30 時段 | Astro華麗台、Astro華麗台HD 星期一至五 21:30－22:30 時段                         | Astro華麗台、Astro華麗台HD 星期一至五 21:30－22:30 時段 |
| ------------------------------------------------------- | ------------------------------------------------------------------------------- | ------------------------------------------------------- |
|                                                         | 迷 （2018-08-09－2018-09-19）                                                   |                                                         |
| 乘勝狙擊 （2018-07-02－2018-08-08）                     | 使徒行者 臥底遊戲 （2018-09-20－2018-09-21）蝕日風暴 （2018-09-24－2018-11-12） |                                                         |

| 马来西亚 八度空间 TVB之最 星期六至日 19:00 - 20:00 | 马来西亚 八度空间 TVB之最 星期六至日 19:00 - 20:00 | 马来西亚 八度空间 TVB之最 星期六至日 19:00 - 20:00 |
| -------------------------------------------------- | -------------------------------------------------- | -------------------------------------------------- |
|                                                    | 迷 （2019-03-17 - 2019-06-29) P13                  |                                                    |
| 亲亲我好妈 （2019-01-06 －2019-03-16）             | 老表，畢業喇！ （2019-06-30 - 2019-10-12）         |                                                    |